# Zvenella scalpratus
Zvenella scalpratus is een rechtvleugelig insect uit de familie krekels (Gryllidae). De wetenschappelijke naam van deze soort is voor het eerst geldig gepubliceerd in 2012 door Ma & Zhang.